# 앤드루 프라인

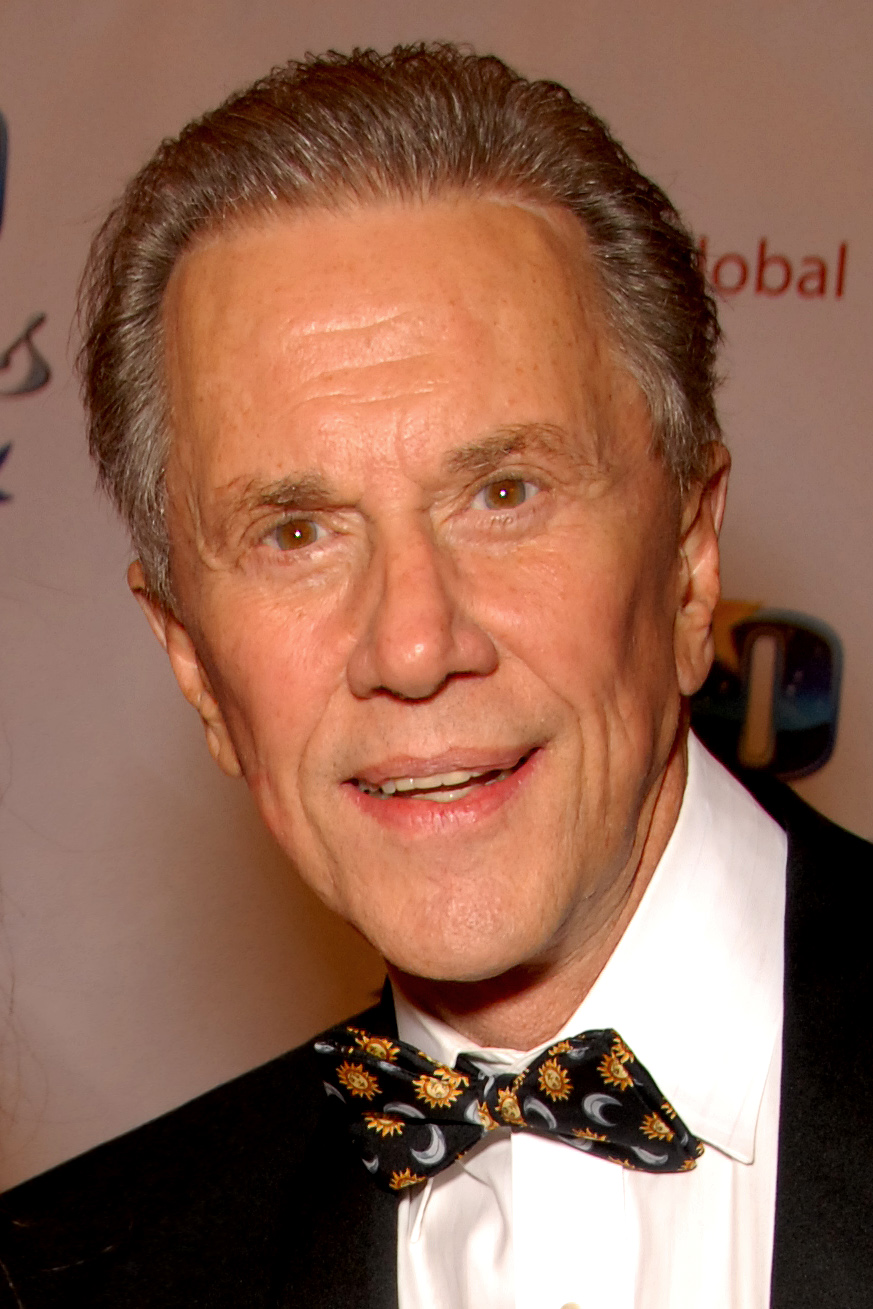

앤드루 프라인(Andrew Prine, 영어 발음: /praɪn/, 1936년 2월 14일 ~ )은 미국의 배우, 각본가이다.

## 출연 작품
- 비욘드 더 파디스트 스타 (2014년) - 존 커터 역
- 수처스 (2009년)
- 헬 투 페이 (2005년)
- 댈트리 캘혼 (2005년)
- 스위트 알라바마 (2002년)
- 스쿠비 두 (2002년)
- 제임스 딘(영어판) (2001년)
- 헬렌 켈러의 위대한 스승, 애니 설리번 (2000, The Miracle Worker)
- 크리티컬 매스(영어판) (2000년)
- 위다웃 에비던스 (1995년) - 존 넬슨 역
- 시리얼 킬러 (1995년)
- 다크 댄서 (1995년)
- 게티스버그 (1993년)
- 데드리 익스포셔 (1993년)
- 특명 작전 (1991년)
- 엘리미네이터 (1986년)
- 위험한 불장난 (1984년)
- 브이 - 최후의 전투 (1984년) - 스티븐 역
- 아미티빌 2 (1982년)
- 칼리의 아들 (1981년)
- 어느 여교수의 추적 (1981년)
- 디 이블 (1978년)
- 테일 거너 조 (1977년)
- 코필드의 크리스마스 기적 (1977년)
- 라스트 모히칸 (1977년)
- 악몽의 일요일 (1976년)
- 나이트메어 서커스 (1976년)
- 그리즐리 (1976년)
- 원 리틀 인디언 (1973년)
- 뱀파이어섬의 비밀 (1973, Crypt Of Living Dead)
- 치삼 (1970년)
- 제너레이션 (1969년)
- 코만도 전략 (1968년)
- 반도레로 (1968년)
- 미라클 워커 (1962년)
- 키스 허 굿바이 (1959년)

### 텔레비전
- 해저드 마을의 듀크 가족 (2005년)
- CSI 라스베가스 시즌1 (2000년)
- 브이 - 5부작 미니시리즈 (1983년) - 스티븐 역
- 달라스 (1978년)
- 호보 (1979년)
- 하와이 5-0수사대 (1968년)
- 아이언 사이드 (1967년)
- FBI (1965년)
- 도망자 (1963년)
- 명탐정 바나비 존즈 (1973년)
- 서부의 파라딘 (1957년)
- 딜론 보안관 (1955년)